# Izgrev (Blagoëvgrad)
Izgrev (Bulgaars: Изгрев) is een dorp in de Bulgaarse oblast Blagoëvgrad. Het is gelegen in de gemeente Blagoëvgrad en telde op 31 december 2019 zo'n 569 inwoners.

## Bevolking
Op 31 december 2019 telde het dorp 569 inwoners, een lichte daling vergeleken met de telling van 2011 (578 inwoners). De inwoners zijn uitsluitend etnische Bulgaren. De grootste leeftijdscategorie bestaat uit 40 t/m 44-jarigen (50 personen), gevolgd door 30 t/m 34-jarigen (49 personen) en 60 t/m 64-jarigen (48 personen).